# Coccidencyrtus plectroniae
Coccidencyrtus plectroniae is een vliesvleugelig insect uit de familie Encyrtidae. De wetenschappelijke naam is voor het eerst geldig gepubliceerd in 1959 door Risbec.